# Erna Flegel
Erna Flegel (* 11. Juli 1911 in Kiel; † 16. Februar 2006 in Mölln, Schleswig-Holstein) war eine deutsche Krankenschwester. Ende April 1945 arbeitete sie in der Notaufnahme Reichskanzlei in Berlin. Sie wurde am 2. Mai 1945 von der Roten Armee in der Reichskanzlei verhaftet.

## Leben
Von Januar 1943 bis zum Ende des Zweiten Weltkrieges, also auch während der Schlacht um Berlin, diente sie als Krankenschwester im Gefolge von Hitler. Sie arbeitete mit Werner Haase im Krankenhaus der Humboldt-Universität. Ende April 1945 wurde sie der Reichskanzlei zugeordnet. Sie arbeitete im Keller der Reichskanzlei über dem Vorbunker und dem Führerbunker.
Während ihrer Zeit im Führerbunker freundete sie sich mit Magda Goebbels an und half manchmal als Kindermädchen der Goebbels-Kinder aus. Sie traf einmal gemeinsam mit Haase und Ernst-Günther Schenck auf Hitler, der sich für die Behandlung der Verwundeten einsetzte.
Zusammen mit Haase, Helmut Kunz und Liselotte Chervinska, einer Krankenschwester, wartete sie, bis sie am 2. Mai von der Roten Armee verhaftet wurden. Flegel wurde schnell wieder freigelassen und meinte, dass sie von den sowjetischen Truppen gut behandelt wurde. Im November 1945 wurde sie nochmals von den Amerikanern verhört und verschwand dann in die Anonymität, bis 1977 die Dokumente über ihre Befragung freigegeben wurden. Daraufhin hatten die Medien immer wieder Interesse an ihr. Im Film Der Untergang von 2004 wurde sie von Jelisaweta Michailowna Bojarskaja dargestellt.